# Bo Lindwall
Bo Eric Lindwall, född 26 april 1953 i Södertälje församling i Stockholms län, är en svensk släktforskare och författare.
Bo Lindwall var föreståndare för Svensk arkivinformation i Ramsele, mer känt som SVAR, under tiden 1988–1991 och för Släktforskarnas hus i Leksand perioden 1991–1994. Han har bland annat sammanställt en sockengenealogi om Ulrika i Östergötland Familjer och gårdar i Ulrika socken. Han har också varit redaktör för Svenska antavlor. Bo Lindwall har bedrivit banbrytande forskning kring resandesläkter. Han håller föreläsningar och har medverkat i såväl radio som TV. Bo Lindwall fick 2007 Victor Örnbergs hederspris för sina mångåriga insatser för släktforskningen. Han har författat ett stort antal artiklar till Sveriges Släktforskarförbunds tidskrift Släkthistoriskt Forum.
Han var sambo med Madeleine Raftö (1962–2005).